# シェイド・エンパイア
シェイド・エンパイア (Shade Empire)は、フィンランドのシンフォニックブラックメタルバンド。近年は、初期と比べるとシンフォニック要素が減少しており、メロディックブラックメタルやメロディックデスメタルに分類されることもある。

## 略歴
1999年に、フィンランド東スオミ州北サヴォ県クオピオで、ユハ・シルッキア (G)、エーロ・マンテレ (B)、アンティ・マッコネン (Ds)の3人を中心に結成。その後、テロ・リーマタイネン (G)が加入。2000年に入って、テロ・リーマタイネンが脱退。また、ユハ・ハルユ (Vo)、ヤンネ・ニーラネン (G)、オッリ・サヴォライネン (Syn)が加入し、1stデモ『Throne of Eternal Night』をリリース。2001年に2ndデモ『Daemon』、2002年に3rdデモ『Essence of Pain』をリリース。3rdデモによって、イタリアのインディーズ・レコード・レーベル、アヴァンギャルド・ミュージックと契約し、2004年に1stアルバム『Sinthetic』をリリースしデビューする。同アルバムは、サウンドホリックのHIDDEN MANIACS SERIES第18弾としてリリースされた。
2006年に、レーベルをフィンランドのダイナミック・アーツ・レコードに移す。同年に1stシングル『Slitwrist Ecstasy』、2ndアルバム『Intoxicate O.S.』をリリース。同アルバムのレコーディング後、アンティ・マッコネンが脱退し、エルノ・ラサネン (Ds)が加入している。2008年に、3rdアルバム『Zero Nexus』をリリース。
2010年には、ダイナミック・アーツ・レコードとの契約を解除している。
2012年2月から所属レーベル未定のままスタジオ入りし、アルバムのレコーディングを開始。2013年にイギリスのキャンドルライト・レコードと契約した。また、ギタリストのヤンネ・ニーラネンが脱退。後任には、アーペリ・キヴィマキが加入した。同年6月、4thアルバム『Omega Arcane』をリリース。
2017年4月、ボーカリストのユハ・ハルユが新アルバムを最後に脱退し、代わってヘンリ・ハマライネン (Vo)の加入が発表された。5月には5thアルバム『Poetry of the Ill-Minded』のリリースが発表された。
その後活動が停滞していたが、2021年10月に6thアルバムの制作に着手していること、また同時に、結成初期からメンバーだったオッリ・サヴォライネンの脱退も発表された。

## メンバー

### 現メンバー
- ヘンリ・ハマライネン (Henry Hämäläinen) - ボーカル (2017-)
- ユハ・シルッキア (Juha Sirkkiä) -  ギター (2000-)
Thenceでも活動している。
- アーペリ・キヴィマキ (Aapeli Kivimäki) - ギター (2013-)
- エーロ・マンテレ (Eero Mantere) - ベース (1999-)
- エルノ・ラサネン (Erno Räsänen) - ドラムス (2006-)
Thenceでも活動している。

### 旧メンバー
- ユハ・ハルユ (Juha Harju) - ボーカル (2000-2017)
ChaosweaverではCypher Commanderの名前で活動している。デスチェインでは、クーリオ (Kuolio)、Ajattaraでは、Tohtori Kuolioの名前でベーシストとして活動している。
- テロ・リーマタイネン (Tero Liimatainen) - ギター (1999-2000)
- ヤンネ・ニーラネン (Janne Niiranen) - ギター (2000-2013)
- オッリ・サヴォライネン (Olli Savolainen) - シンセサイザー (2000-2021)
- アンティ・マッコネン (Antti Makkonen) - ドラムス (1999-2006)

## ディスコグラフィ

### アルバム
- 2004年 Sinthetic
- 2006年 Intoxicate O.S.
- 2008年 Zero Nexus
- 2013年 Omega Arcane
- 2017年 Poetry of the Ill-Minded
- 2023年Sunholy

### シングル・デモ
- 2000年 Throne of Eternal Night (Demo)
- 2001年 Daemon (Demo)
- 2002年 Essence of Pain (Demo)
- 2006年 Slitwrist Ecstasy
- 2017年 Anti-Life Saviour